# محمد فوساري
محمد فوساري (مواليد 9 يناير 2001، لاعب كرة قدم تشادي من مواليد السعودية يجيد اللعب كمهاجم .
مثل نادي الاتحاد السعودي في الفئات السنية و نادي النصر الإماراتي ونادي القادسية ونادي بيشة.